# Родословные росписи конца XVII века
Родословные росписи конца XVII века — корпус историко-генеалогических материалов русских дворянских и княжеских родов, сложившийся в результате работы Палаты родословных дел по дополнению Государева родословца и составления родословных книг.
Историческому решению об отмене местничества (12 января 1682), сопутствовало важное постановление правительства о начале официальных работ по составлению родословных книг (далее РК). Они должны были охватить все слои служилых людей, которым предписывалось приносить в Разрядный приказ родословные росписи и документы, подтверждающие служебное положение предков. Приём росписей, их копирование, урегулирование спорных вопросов и все работы по составлению РК были возложены на комиссию получившая название Палата Родословный дел (далее ПРД). В общей сложности в ПРД (1682—1688) и Разрядный приказ (1689—1711) было подано около 630 родословных росписей от порядка 560 служилых семей и при сличении списка с «Алфавитным указателем фамилий и лиц, упоминаемых в Боярских книгах» выясняется, что практически все родословные поданы представителями московского дворянства.
Сложившийся в результате деятельности ПРД корпус историко-генеалогических материалов вошёл в литературу как «Родословные росписи конца XVII века». Основу корпуса составили поколенные росписи служилых фамилий и предоставленные ими списки с различных письменных источников более раннего периода, среди которых преобладали публично-правовые акты XIV-XVII веков и делопроизводственные документы XVI-XVII веков. Особое место заняли материалы, образовавшиеся в ходе работы самих приказных по составлению РК — указы и приговоры о внесении отдельных родословий в Бархатную книгу, докладные выписи, приказные памяти, челобитные и сказки (показания) служилых людей и однородцев.
Судьба документов складывалась непросто: по упразднению Разрядного приказа (1711) документы были снесены в «нижние палаты» (архив разряда), в последующем перенесены на Старый казённый двор (1714) и только после большого московского пожара (1737) переданы в архив Московской сенатской конторы, располагавшейся в Сенатском дворце в Московском Кремле. Такая частая смена места расположения документов и неудовлетворительные условия их хранения привели к тому, что это отрицательно сказалось на целостности всего корпуса этих документов — уже к 40-м годам XVII века немалая их часть оказалась в плохом состоянии, отдельные же и вовсе были утрачены. А при занятии французскими солдатами Москвы (1812) и последовавшем пожаре, охватившем и Кремль, в котором находилось здание Сенатского дворца, где на тот момент хранились эти документы, более половины из всего их объёма были уничтожены, а уцелевшие сильно пострадали.
Остатки этого корпуса документов, по заданию П. И. Иванова были разобраны и скопированы (1854—1855). Историком А. И. Юшковым документы были оформлены в архивные единицы хранения (1894—1895) и фактически стали доступны широкому кругу историков, генеалогов и исследователей. Интерес к ним выразился в многочисленных публикациях, как самих родословных, так и сопровождающих их документов. Отдельные акты стали предметом специальных исследований.

## Историография
Первым исследователем, обратившийся к комплексу, был историк Г. Ф. Миллер. Среди обширных материалов учёного сохранилось немало копий родословных документов, вошедших в Портфели Миллера. Историком точно даны наблюдения относительно полноты подаваемых в ПРД росписей и характера пополнения Государева родословца, но, поставлены под сомнение компетентность составителей и подателей росписей, работа приказных людей.
Одновременно с Г. Ф. Миллером к комплексу обратился Анисим Титович Князев. Его интерес обусловлен запросами императрицы Екатерины II, по розыску документов по истории русского дворянства. В результате работы составлен сборник выписок, известных как «Выбор из законов о дворянстве». В состав сборника вошло предисловие к Бархатной книге, представляющие собой изложение указов о составлении РК (1682—1686) и копии 17 родословных росписей. В ответ на очередной запрос императрицы о количестве росписей А. Т. Князев пишет: «….всех родословных подано — 507. Всех родословных показано происшедших от тех родов других фамилий, но от самих оных не подано и никакого о родстве доказательства не было — 315. Итого: 822». Тогда же им составлен Алфавитный перечень лиц, представивших родословия и просто упоминающийся в них и вошедших в литературу, как «Роспись 1776 года».Позднее Алфавитный перечень лиц был напечатан: «Бархатная книга», монографии: «Известия о дворянах российских» и Дворянское сословие Тульской губернии. А. Т. Князев впервые обращает внимание на пометы, рукоприкладства на некоторых родословных, о плохой сохранности документов и обращает внимание о несоответствии числа поданных родословных и общего числа русских дворянских родов того времени (не меньше, как вдесятеро против поданных родословных). Обращает внимание на присутствующие противоречия в родословных легендах и упоминает о ссылках на документы Троице-Сергиева монастыря. А. Т. Князев допускает неточности связанные со смешиванием реально существующих фамильных прозваний с отдельными прозвищами, но не закрепившимися за фамилиями. По некоторым фамилиям ошибочно указав, как родственные роды, а на самом деле имеющие иное происхождение и вовсе не представившие свои родословия, а просто упоминающиеся в других росписях.

Н. И. Новиковым по одной из копий было осуществлено издание Бархатной книги (1787). В качестве приложения к ней, в несколько сокращённом виде и без примечаний, была опубликована «Роспись 1776 года». Фактически, публикация положила начало широкому использованию комплекса в качестве источника по истории и генеалогии русских дворянских и княжеских родов.
В середине XIX века, в научный оборот, был введён ряд важных документов, связанных с деятельностью ПРД. Н. В. Калачёв опубликовал указ (от 28 октября 1683) о составлении РК и запись ПРД (1686) о количестве поданных к этому времени росписей.
А. Б. Лакиер в своей работе «Русская геральдика», освещая историю появления гербов в России, обратился к комплексу, в вопросах выписок Посольского приказа, сделанных в ответ на запросы ПРД о гербах фамилий включённых в роспись, главным образом польского происхождения и вошедшую в литературу, как «Дело о гербах», представляющих собой объёмистую копию запросов ПРД и выписок Посольского приказа (1682—1688).
С развитием исторической науки, историками и архивистами был поднят ряд вопросов, связанных с комплексом. Внимание было уделено истории образования, вопросам его реконструкции, проблемам достоверности родословных легенд и самих родословий, выявлению фальсифицированных и интерполированных актов сопровождающие росписи.
Острая критика содержится в работе П. Н. Петрова. Автором были поставлены под сомнения «выезды» и «родословные легенды» с которых начинались большинство росписей. По его мнению, все они баснословны и составлены из летописных и других источников. Резкая критика П. Н. Петрова прозвучала в адрес приказных людей принимавших росписи и составляющих РК. По его мнению, они были: «людьми ничего не знавшими и ничего не подозревавшими при своём неведении». В целом, его высказывания не лишены оснований, однако отсутствие соответствующей аргументации во многом сводит их на нет, что и отмечает А. П. Барсуков в своей монографии: Обзор источников и литературы русского родословия (1887). Автор изложил историю создания ПРД, отметил лиц возглавлявших комиссию и сделал обзор деятельности ПРД по пополнению РК. По Барсукову, представленные в ПРД росписи сверялись с прежними РК. При возникновении сомнений или спорных ситуаций ПРД требовала соответствующие данные от однородцев, выносила на доклад Государям, которые принимали решение.
Большое влияние на изучение комплекса оказал А. И. Юшков, включив в оборот практически треть всех приложенных к родословным документов. Именно им, как сотрудником архива родословные столбцы были расклеены и подготовлены к архивному использованию (1894—1895). Знание материалов позволило ему в предисловии к публикации обстоятельно изложить историю образования комплекса и его состав. В своей работе Юшков отмечает, что все росписи — остатки фамильных архивов служилых родов и их отсутствие у многих семей явилось главной причиной относительно малого количества представленных в ПРД росписей, отмечает некоторые искажения текстов документов. На его работе сказывается недостаточный уровень археографической подготовки автора. При подготовке труда им не была проведена предварительная работа по выявлению и систематизации копийных материалов комплекса, не были предприняты попытки восстановления искажённых и утраченных частей текста. Ряд фальсифицированных работ, ошибочно приняты за подлинные, датировка актов слишком широка, а некоторые не верны.
Издание Юшкова подверг критике Н. П. Лихачёв. Предметом критики учёного стали отмеченные слабые стороны издания Юшкова и указывал на искусственность разрыва родословных и приложенных к ним документов, высказывая соображение о необходимости полного текста росписей.
Эпоху в изучении родословных росписей конца XVII века составили работы Н. П. Лихачёва (перечень трудов на стр. автора по ссылке). Автор отмечает, что родословные работы «велись путём проверки и разработки росписей, представленных отдельными фамилиями», приводя конкретные примеры о «сыске», возвращении документов составителям для переделывания. Значительное место автор отводит критике отдельных росписей и приложенных документов. Трудами Н. П. Лихачёва был заложен фундамент и определены основные направления дальнейших исследований в области изучения родословных материалов XVI-XVII столетий.
Ценный вклад в изучение родословных росписей внёс В. В. Руммель, который в результате многолетних поисков в архивах Москвы и С-Петербурга, архивах дворянских депутатских собраний и частных коллекциях, выявил и скопировал около 500 росписей, сделав доклад на одном их собраний Русского генеалогического общества (1899). Согласно его изысканиям, вторая РК так и не была составлена «по причине наступивших политических замешательств» и дал описание подлинника Бархатной книги, отметив ряд неточностей в издании Новикова.
Н. В. Метляев, после смерти Руммеля, дополняет собранный им материал и что особенно важно, определяет состав не выявленных росписей.
В последней трети XIX — начале XX веков росписи привлекались при составлении генеалогических справочников: П. В. Долгоруков, ВВ. Руммель и В. В. Голубцов, Г. А. Власьев, М. Т. Яблочков. Л. М. Савёлов, П. Н. Петров, А. Б. Лобанов-Ростовский (перечень работ см. по ссылкам).

## Исследования в Советское время
В советское время проблемы изучения комплекса не сразу нашли своего исследователя, где сыграло роль идеолагизация и администрирование исторической науки, повлекшие сужение круга исследователей и фактически запрет на работы в области истории и генеалогии русского дворянства. Тем не менее, работы в этом направлении велись.
Историк С. Б. Веселовский уделил внимание проблеме достоверности родословных росписей, который утверждал, что большинство родословий составлено задним числом, а не на основе накопленных из поколения в поколение архивных материалов. Главным источником для составителей послужили уцелевшие в домашних архивах официальные и частные акты предков, обнаруженные в монастырях семейные и поминальные записи. Отмечает отсутствие историко-генеалогических знаний у заявителей, отчего росписи страдают неполнотой и сбивчивостью, поскольку общая роспись составлялась из родословий разных ветвей, стремлением родов отмежеваться от «захудалых родичей». Автор скептически относится к выездам родоначальников и показаниям росписей XIV—XV столетий.
Работа А. А. Зимина была посвящена документальным подделкам комплекса. По наблюдениям учёного, наибольший размах фальсификации документов приобрело в конце XVII века. Зимин показал, что в генеалогических целях фабриковались не только отдельные акты, но и целые комплексы документов. Позднее, исследование сомнительных документов, было продолжено В. Б. Кобриным, однако, как утверждают учёные в масштабах всего актового материала, приложенного к росписям, их удельный вес очень мал и к таковым можно отнести 20-25 грамот из нескольких сот и возможно, что они составлены задолго до работы ПРД и поданы в неё ничего не подозревавшими владельцами, найдя их в семейных архивах.
Проблеме исторических выездов родоначальников, посвящено исследование В. Н. Бочкова, где автор попытался опровергнуть сложившейся в историографии представление о недостоверности большинства родословных легенд. Автор, не отрицая противоречивости и неточности некоторых легенд, приходит к выводу, что родословные легенды достаточно надёжный источник, поскольку зафиксированные в них выезды отражают типичный процесс движения служилого сословия, распространившегося и на Русь, и масштабы данного явления не выходили за рамки нескольких сотен иноземцев, выехавших в течение трёх веков.
Большой вклад в изучение комплекса предприняты историками: А. Б. Каменским, М. Е. Бычковой и А. В. Антоновым. Они предприняли попытку обобщить накопленный в историографии опыт изучения комплекса и датировки документов, определить круг нерешённых проблем. Авторы большое внимание уделили анализу родословных легенд и по замечанию Бычковой в росписях практически не встречаются легенды, указав на факты заимствования чужих легенд. Исходя из помет, авторы уточнили состав лиц входящих в ПРД и вынуждены признать, что сохранившиеся материалы не позволяют с достаточной степенью полноты воссоздать картину действий приказных. Проанализировав материалы Нелединских, авторы пришли к выводу, что представленные в ПРД материалы тщательно проверялись. Кроме того авторы отметили, что в компетенцию приказных входило решение дел по удвоению фамильных прозваний.
Практически не затронутый в историографии остался вопрос о целях составления РК в связи с отменой местничества и отводившейся им роли в ходе предполагаемых реформ начала 80-х годов XVII века.

## Публикация
Весь комплекс сохранившихся родословных росписей был опубликован в научном альманахе "Российская генеалогия" в 2017-2022 годах (530 росписей, поданные в Палату представителями 475 родов).
Общий перечень всех опубликованных росписей помещён в 11-м выпуске альманаха.